# The Ricky Gervais Show (serie animata)
The Ricky Gervais Show è una serie televisiva d'animazione di produzione britannica e statunitense trasmessa su HBO e Channel 4 dal 2010. Si tratta della versione animata dell'omonimo programma radiofonico, in seguito proseguito tramite podcast e audiolibri, realizzato da Ricky Gervais e Stephen Merchant (ideatori di The Office e di Extras) in collaborazione con il loro collega ed amico Karl Pilkington. Durante ogni episodio, i tre, dei quali viene mostrata una versione animata, discutono tra loro dei più disparati argomenti. La serie consiste dunque nell'unione di precedenti registrazioni di «conversazioni senza capo né coda» improvvisate ad animazioni disegnate con uno stile simile a quello dei classici cartoni animati di Hanna-Barbera.
Di The Ricky Gervais Show sono stati trasmessi 26 episodi nell'arco di due stagioni televisive. HBO e Channel 4 hanno rinnovato la serie per una terza stagione, trasmessa dal 20 aprile 2012 su HBO.

## Sviluppo del progetto
Dopo che la prima stagione di The Office era stata trasmessa nel 2001, gli ideatori della serie Ricky Gervais e Stephen Merchant sono ritornati all'emittente radiofonica XFM London per condurre un proprio programma intitolato The Ricky Gervais Show. Inizialmente Karl Pilkington ha partecipato al progetto come produttore radiofonico, e in seguito ha gradualmente assunto un ruolo sempre più importante all'interno del programma. Nel 2005, dopo alcuni anni di messa in onda, i tre hanno iniziato a realizzare una serie di podcast gratuiti, e successivamente hanno messo in commercio degli audiolibri, rendendone disponibile il download su Internet. Il podcast ha avuto un'enorme popolarità, arrivando ad essere certificato da Guinness World Records come il più scaricato di tutti i tempi, con oltre 300 milioni di download (al marzo 2011).
L'idea di realizzare una serie animata è nata nel 2008; Gervais ha fatto riferimento per la prima volta al progetto sul suo blog nel novembre del 2008. Tra le precedenti collaborazioni di Gervais e Merchant con HBO vi era stata quella per la serie Extras insieme alla BBC, e anche quella dello speciale di stand-up comedy di Gervais. Un primo videoclip della serie è stato mostrato in anteprima durante il David Letterman Show nel novembre del 2009.
Inoltre, l'episodio Knob at Night è valso al programma la candidatura ai Premi Emmy 2010 come miglior programma televisivo d'animazione.

## Messa in onda e distribuzione
Ogni stagione di The Ricky Gervais Show è composta da 13 episodi. La serie ha debuttato negli Stati Uniti il 19 febbraio 2010 su HBO. La seconda stagione è andata in onda a partire dal 14 gennaio 2011. Nel Regno Unito, la prima stagione è andata in onda su Channel 4, mentre le successive stagioni sono state trasmesse dai suoi canali affiliati, E4 per primo.
La prima stagione del programma è stata commercializzata in edizione DVD a partire dal 19 luglio 2010 in Europa, e successivamente dal 4 gennaio 2011 nel Nord America. L'edizione americana include un breve pezzo animato creato per il Channel 4 Comedy Gala, e lo storyboard dell'episodio Charity. Anche l'edizione europea include questi contenuti speciali, oltre a diversi video nei quali i tre amici chiacchierano tra loro, agli spot commerciali di HBO e ai trailer del programma.
L'edizione DVD della seconda stagione è stata resa disponibile per mezzo del Warner Archive e di DVD prodotti su ordinazione. Il cofanetto di tre dischi include come contenuti speciali gli storyboard degli episodi Future e Munchies, due interviste promozionali a Ricky Gervais per HBO, e un'intervista a tutti e tre i creatori.